# کوک برن تاون، باهاما
کوک برن تاون (به انگلیسی: Cockburn Town) شهری در کشور باهاما است که جمعیت آن در سرشماری سال ۲۰۰۹ میلادی، ۱٬۰۴۵ نفر بوده‌است.